# Valdemar Jensen (politiker)
 For alternative betydninger, se Valdemar Jensen. (Se også artikler, som begynder med Valdemar Jensen)
Valdemar Jensen (født 9. juli 1870 i København, død 1. maj 1915) var en dansk socialdemokratisk politiker. Han var medlem af Københavns Borgerrepræsentation fra 1908 og af Folketinget fra 1913 til sin død i 1915.
Valdemar Jensen var søn af smedesvend Johan Jensen. Han var uddannet cigararbejder, men arbejdede som ekspedient og inkassator ved Social-Demokraten fra 1895 til sin død i 1915. Han var medlem af sognerådet i Sundby fra 1895 til 1902 og blev medlem af Københavns Borgerrepræsentation i 1908.
Han var opstillet til Folketinget i Hillerødkredsen fra folketingsvalget i 1906. Kredsen havde valgt Lars Dinesen siden folketingsvalget i 1873, men Jensens stemmetal voksede støt fra valg til valg, og ved folketingsvalget 1915 vandt han over Dinesen.
Valdemar Jensen døde af sygdom 1. maj 1915. Han var allerede mærket af sygdommen fra begyndelsen af sin tid i Folketinget.